# پل نمکی

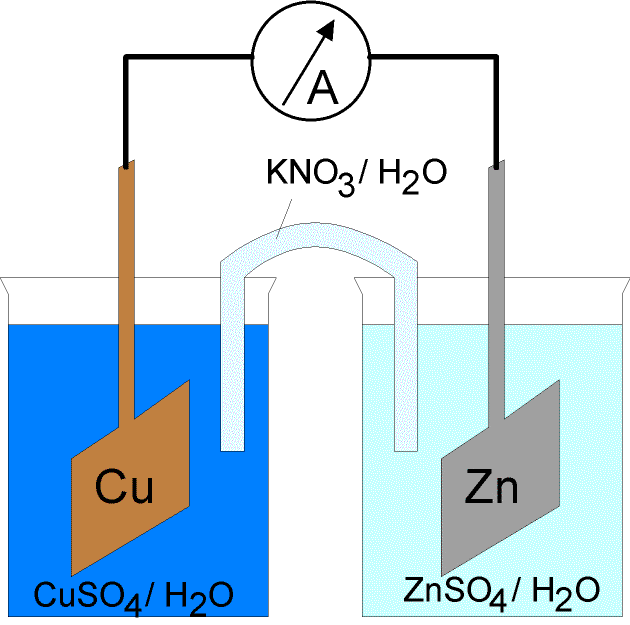
دو نیم سلول به وسیله یک پل نمکی پر شده با محلول پتاسیم نیترات، به یکدیگر متصل شده اند.

پل نمکی(به انگلیسی: Salt bridge) وسیله ای آزمایشگاهی است که جهت اتصال جریان الکتریکی بین دو نیم سلول در یک پیل گالوانی به کار می رود. دو نوع اصلی پل های نمکی شامل لوله های شیشه ای (پر شده با محلول الکترولیت) و غشاء های متخلخل هستند.